# 當代書院
當代書院（英語：Times College）是香港的一間私立教育機構，於1997年創立，多年來致力開辦中學會考、預科及新高中課程。該校於2001年正式成立大專部，開辦國際文憑及高級文憑課程，令學生能在本港或到海外順利升讀大學。

## 位置
當代書院目前位於深水埗長沙灣道，提供全日制中學課程、大專課程與進修課程。總校曾設於九龍塘界限街，亦曾於佐敦、紅磡、炮台山、荃灣、沙田、元朗等地區設有其獨立校舍。

## 課程
全日制新高中課程
選修科目涵蓋多個主要新高中學習領域：個人、社會及人文教育包括中國歷史、歷史、中國文化、經濟學、地理學。科技教育包括企業、會計與財務概論、會計學原理等。
進修課程
包括航空課程、成人英語課程、保險課程，此課程只在深水埗分校開辦。
學生可選擇參加香港中學文憑考試，以成績升讀本地資助大學及海外大學；或繼續修讀國際文憑課程或高級文憑課程獲取學位，繼而在本港或海外直升大學的第二年或最後一年。

## 外部連結
- 當代書院（页面存档备份，存于）
- 當代書院的Facebook專頁